# NGC 2294
NGC 2294是位于双子座的椭圆星系，它距離距离银河系约2.33亿光年。NGC 2294於1849年2月22日由愛爾蘭物理學家乔治·约翰斯通·斯托尼发现。